# Терапевтичен индекс
Терапевтичният индекс е мярка за безопасността на лекарствата. Той се изразява в отношението на средната смъртоносна доза към средната ефективна (терапевтична) доза:
{\displaystyle {\mbox{Therapeutic ratio}}={\frac {\mathrm {LD} _{50}}{\mathrm {ED} _{50}}}}
Колкото по-висока е стойността на терапевтичния индекс, толкова по-малко вероятно е да възникнат усложнения, вследствие на дозата. Съотношението на доза лекарство, която има лечебен ефект към дозата, която е токсична. Колкото индекса е по-висок, толкова препарата (лекарството) е по-безопасен. Колкото е по-нисък, същия този препарат (лекарство) е по-опасен.